# Wesley Simina

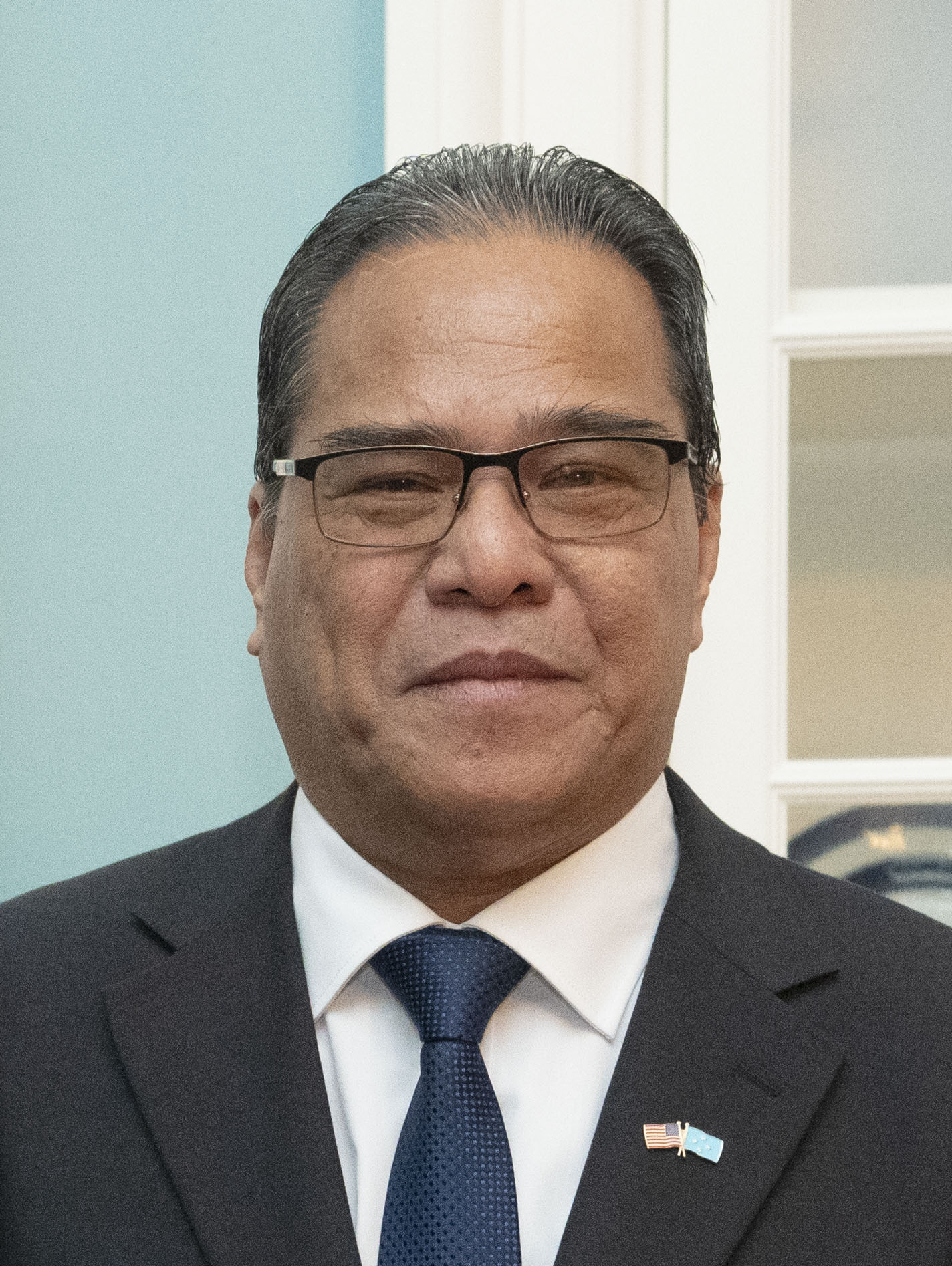
Wesley Simina, 2024

Wesley W. Simina (* 10. September 1961) ist ein mikronesischer Politiker, der seit 2023 als Präsident der Föderierten Staaten von Mikronesien fungiert.

## Werdegang
Simina war von Juli 2005 bis Juli 2011 Gouverneur des Bundesstaates Chuuk, einem der vier Staaten der Föderierten Staaten von Mikronesien. 2009 wurde er in einer Stichwahl gegen Gillian N. Doone, den Sohn des ehemaligen Gouverneurs Gideon Doone, für eine zweite Amtszeit als Gouverneur von Chuuk wiedergewählt. Im Juli 2011 trat er von seinem Amt als Gouverneur zurück, um Senator für Chuuk im Nationalkongress der Föderierten Staaten von Mikronesien zu werden.
Am 11. Mai 2015 wurde Simina zum Sprecher des Neunzehnten Kongresses der Föderierten Staaten von Mikronesien und am 11. Mai 2023 in der ersten regulären Sitzung des 23. Kongresses zum Präsidenten der Föderierten Staaten von Mikronesien gewählt.